# Stephen Kelly
Stephen Michael Kelly (født 6. september 1983) er en irsk fodboldspiller. Han har gennem karrieren spillet for blandt andet Tottenham, Rotherham United og Birmingham.
Kelly har desuden spillet 39 kampe for det irske landshold.